# Lingua kokota
Il kokota è una lingua oceanica parlata su Santa Isabel (Isole Salomone).